# Кучук-Онлар (Красногвардейский район)
Кучу́к-Онла́р (укр. Кучук-Онлар, крымскотат. Küçük Onlar, Кучюк Онлар) — исчезнувшее село в Красногвардейском районе Республики Крым, располагавшееся на юго-западе района, в степной части Крыма, примерно в 0,5 км к западу от современного села Новоивановка.

## История
Первое документальное упоминание села встречается в Камеральном Описании Крыма… 1784 года, судя по которому, в последний период Крымского ханства деревня, как просто Онлар, входила в Ташлынский кадылык Акмечетского каймаканства. После присоединения Крыма к России (8) 19 апреля 1783 года, (8) 19 февраля 1784 года, именным указом Екатерины II сенату, на территории бывшего Крымского Ханства была образована Таврическая область и деревня была приписана к Перекопскому уезду. После Павловских реформ, с 1796 по 1802 год, входила в Акмечетский уезд Новороссийской губернии. По новому административному делению, после создания 8 (20) октября 1802 года Таврической губернии, Кучук-Онлар был включён в состав Кучук-Кабачской волости Перекопского уезда.
По Ведомости о всех селениях в Перекопском уезде состоящих с показанием в которой волости сколько числом дворов и душ… от 21 октября 1805 года в деревне Кучук-Онлар числилось 12 дворов и 67 жителей, исключительно крымских татар. На военно-топографической карте генерал-майора Мухина 1817 года деревня обозначена как Азган с 8 дворами. На карте 1836 года в деревне Азгана-Онлар 10 дворов. Видимо, вследствие эмиграции крымских татар в Турцию деревня заметно опустела и на карте 1842 года помечена условным знаком «малая деревня», то есть, менее 5 дворов.
В 1860-х годах, после земской реформы Александра II, деревню включили в состав Айбарской волости. По обследованиям профессора А. Н. Козловского начала 1860-х годов, вода в колодцах деревни была пресная, а их глубина составляла 10—15 саженей (21—32 м). Кучук-Онлар упомянут в труде Козловского, на трёхверстовой карте Шуберта 1865 года Азгана-Онлар ещё обозначен, а на карте, с корректурой 1876 года селения уже нет, как и в «Списке населённых мест Таврической губернии по сведениям 1864 года» и в дальнейшем в доступных источниках поселение с таким названием не встречается.